# Rue du Conseil-des-Cent
La rue du Conseil-des-Cent (en catalan : Carrer del Consell de Cent, en espagnol: Calle del Consejo de Ciento) est l'une des grandes avenues de Barcelone. Elle traverse les districts de l'Eixample, Sants-Montjuïc et Sant Martí entre la rue Creu Coberta et l'avenue Méridienne. Elle est nommée d'après l'assemblée consultative du gouvernement municipal de Barcelone : le conseil des Cent, abolit en 1714 par les décrets de Nueva Planta.

## Description générale
C'est une voie parallèle à la mer typique de l'Eixample. Les îlots séparés par les rues sont carrés. Ce sont de grands blocs de construction parfaitement alignés qui donnent un aspect ordonné au quartier. Certains îlots ont été transformés en jardins publics. Les rez-de-chaussée sont utilisés pour des commerces.

## Parc Joan Miró
Le parc Joan Miró est un jardin formé par l'union de quatre îlots de l'Eixample. Il interrompt le tracé de la rue du Conseil-des-Cent et la rue de Llançà. On trouve dans le parc l'œuvre de Miró, Dona i ocell. C'est une sculpture phallique de 22 mètres de haut en céramiques de couleurs. Le parc est l'un des principaux de l'Eixample. Il compte des installations sportives, des jeux pour enfants et des espaces plantés d'arbres.

## Métro Girona
La ligne 4 du métro de Barcelone dessert la rue du Conseil-des-Cent à son intersection avec la rue de Gérone, dont l'arrêt utilise le nom. La gare est ornée d'un mur de céramique, œuvre abstraite d'Angel Orensanz (ca) depuis 1973.

## Balcons de Barcelone
Au niveau de l'intersection avec l'avenue Diagonal et de la rue des Amoureux, on trouve une peinture murale qui reproduit une façade de l'Eixample avec des personnages connus. C'est l'œuvre d'artistes de la Cité de la Création, à Lyon.

## Jardins de la Sagrada Família
À l'intersection des rues du Conseil-des-Cent, Padilla et des Amoureux on trouve des jardins urbains. Ils occupent 1 600 m2 et sont divisés en 20 parcelles de 40 m2. Le projet date de 1997.

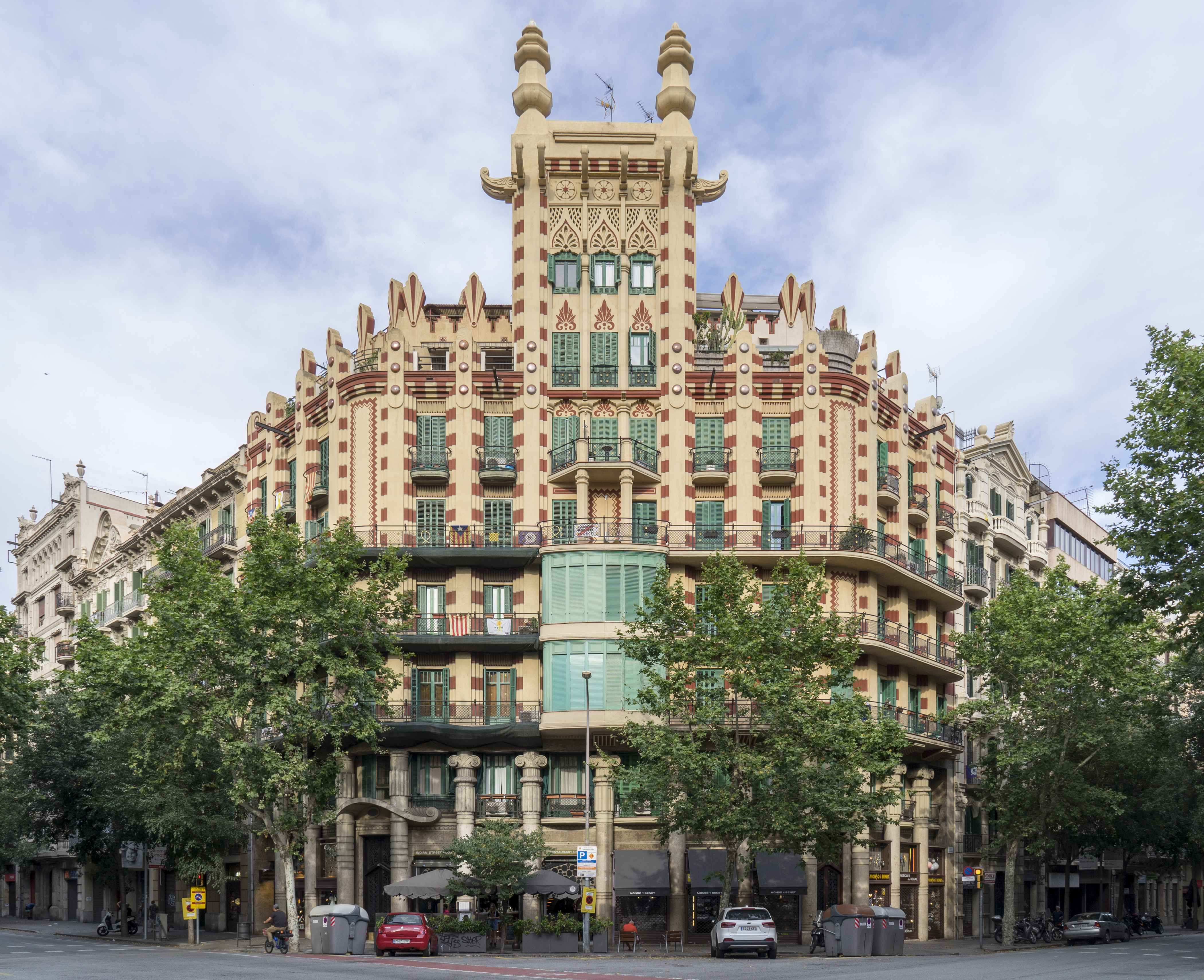
Casa Ferran Guardiola, 1929, à l'angle de la rue du Conseil-des-Cent et de la rue Mundaner